# Rhododendron pocophorum
Rhododendron pocophorum là một loài thực vật có hoa trong họ Thạch nam. Loài này được Balf. f. ex Tagg miêu tả khoa học đầu tiên năm 1927.